# Manacus
Manacus is een geslacht van zangvogels uit de familie manakins (Pipridae).

## Soorten
Het geslacht kent de volgende soorten:
- Manacus aurantiacus – Oranjekraagmanakin
- Manacus candei – Witkraagmanakin
- Manacus manacus – Bonte manakin
- Manacus vitellinus – Goudkraagmanakin